# Geno Petriasvili
Geno Petriashvili (გენო პეტრიაშვილი, Gori, 1994. április 1. –) olimpiai, világ- és Európa-bajnok grúz szabadfogású birkózó. A Dinamo Tbiliszi sportolója. 

## Sportpályafutása
2013-ban a 2013-as birkózó-világbajnokságon 120 kilogrammos súlycsoportban bronzérmes lett, majd szintén bronzérmet szerzett a 2015-ös birkózó világbajnokságon a 125-ös súlycsoportban, majd a 2017-es birkózó-világbajnokságon és a 2018-as birkózó-világbajnokságon is aranyérmet szerzett a 125 kg-os súlycsoportban. A 2016. évi nyári olimpiai játékokon bronzérmet szerzett a 125 kg-os súlycsoportban. A 2015-ös Európa Játékokon szintén bronzérmes lett a 125 kg-os súlycsoportban.
A 2018-as birkózó-világbajnokságon aranyérmet szerzett 125 kg-os súlycsoportban. Ellenfele, a kínai Teng Cse-vej volt. A mérkőzést 6–0-ra nyerte.
A 2024-es párizsi olimpián győzni tudott a 125 kg-os súlycsoportban.